# 雲興站
雲興站（韓語：운흥역）是朝鮮民主主義人民共和國两江道雲興郡雲興邑的一個鐵路車站，属于白头山青年线。

## 歷史
- 1935年9月1日：落成啟用，最初的名稱為鳳頭里站[2]。

## 邻近车站
白头山青年线
生長站 - 雲興站 - 甫安站